# 幻象F2
幻影F2型戰鬥機（Dassault Mirage F2），是一種由法國達梭公司（Dassault）公司製造的中型空優及攻擊用戰機，並作為斯奈克瑪TF306渦輪噴射引擎的測試平台。幻影F2 後來再延伸發展出幻影G型驗證可變後掠翼技術的項目。

## 設計和發展
1960年代，達索航太被要求發展一種用作低空突防，而又不會像採用三角翼的幻影III戰鬥機那樣有著過高進場速度（Approach speed）的機種。與幻影III型的佈局不同，幻影F2採用高掛置式後掠翼及水平尾翼構型。原型機以普惠TF30渦輪扇發動機作動力，並於1966年6月12日首飛。後來經改裝採用斯奈克瑪TF306渦輪風扇發動機於1966年12月29日進行第二次飛行。
在同一時期，法國亦正在發展單座截擊機種幻影F3，及保守簡單化的輕型戰鬥機幻影F1。最終法國空軍選擇繼續發展技術成熟的幻影F1，而幻影F2及幻影F3皆沒有進行量產。後來幻影F2項目的機體及引擎被轉移成為
研發同樣使用可變後掠翼技術的幻象G型戰鬥機的基礎。